# Крушари
Крушари или Крушаре (грч. Αμπελειές, Ампелије) је насељено место у општини Пела у периферији Средишња Македонија, Грчка. Према попису из 2021. године било је 1.003 становника.
Према бугарском географу и историчару, Василу Канчову, у Крушарима је 1900. године живело 320 Словена хришћана. Македонски историчар Тодор Симовски, 1998. године нваоди да су Крушари словенско насеље.